# Архієпархія
Архієпархія (архієпископія; від грец. αρχή — «головний» і грец. ἐπαρχία) — територіально-адміністративна одиниця у східних християнських церквах, рангом вище ніж митрополія. У західних християнських церквах відповідну територіально-адміністративну одиницю зазвичай називають архідієцезією (проте архідієцезія є нижчою, ніж митрополія).